# 벨기에의 범죄

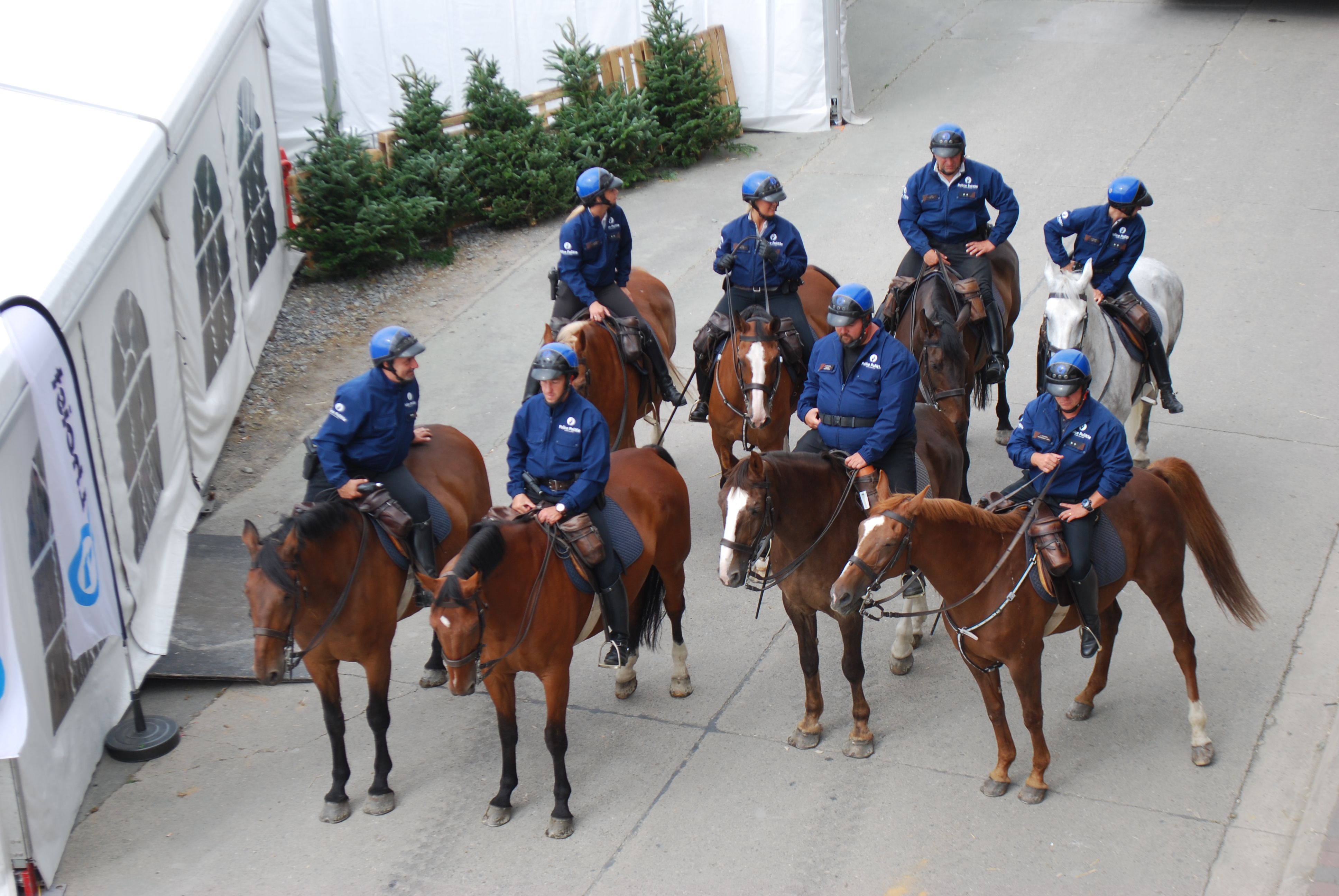
벨기에 기마 경찰.

벨기에의 범죄는 벨기에 경찰 및 기타 기관에 의해 대응된다.

## 유형별 범죄

### 살인
2012년 벨기에는 인구 10만 명당 1.8명의 살인율을 기록했다. 2012년 벨기에에서는 총 182건의 살인 사건이 발생했다.

### 절도
특히 주요 도시에서 소매치기, 핸드백 날치기, 지갑 털이 등이 빈번하게 발생한다. 도둑들은 지하철 및 기차역과 같은 교통 허브에 자주 머물면서 방향 감각을 잃거나 정신이 없는 여행객을 노린다.

### 부패
벨기에에서는 공무원과 사법부에 대한 대중의 신뢰가 낮으며 부패에 대한 인식이 높다.

## 범죄 동향

### 범죄와 인종적 긴장
1999년 자료를 바탕으로 한 연구에 따르면, 비유럽 국적의 미성년자들이 범죄 통계에서 과도하게 나타났다. 벨기에 인구의 4.4%가 비유럽 국적을 가지고 있지만, 기소된 모든 사건의 19%와 청소년 법원에 제기된 사건의 24%가 비유럽 국적자와 관련되어 있었다.

### 테러리즘과 범죄
일부 지역의 일반적인 안전 문제 외에도, 브뤼셀은 국제형사경찰기구 및 Het Nieuwsblad와 같은 현지 신문에 의해 테러리스트들의 거점으로 보고되었다. 안전 문제가 있는 지역(예: 몰뢴베크생장, 스카르베크 등)에서는 급진화 현상이 나타난다. 그러나 그 규모는 매우 제한적이며, 지난 10년간 국제 테러리즘과 직접적으로 관련된 벨기에 국적자의 발생률은 인구 백만 명당 0.1~1명 수준에 불과하다.
아프가니스탄에서 아흐마드 샤 마스우드 사령관을 암살한 두 명의 튀니지 국적자는 위조 벨기에 여권을 소지했으며, 모로코 이슬람 전투 그룹 (GICM)도 벨기에에 연계를 가지고 있다. 2004년 마드리드 열차 폭탄 테러에 연루된 개인들이 브뤼셀과 안트베르펜에서 체포되었다. 그 결과, 여권 및 기타 공식 문서 위조에 대한 엄격한 조치가 취해졌다.
벨기에는 최근 한스 반 템스케 사건, 패트릭 몽바에르츠 사건 또는 기타 인종차별적 폭력 행위를 포함하여 가시적 소수 민족에 대한 증오 범죄도 경험했다.

### 범죄와 정치
몰뢴베크 시장 필리프 무로가 브뤼셀 자치구를 재활성화하려던 시도가 실패한 것이 신문에서 많이 보도되었다. 2011년 6월, 다국적 기업 BBDO는 현지 주민들의 직원에 대한 150건 이상의 공격을 언급하며 무로에게 공개 서한을 보내, 자치구에서의 철수를 발표했다. 그 결과, 무로의 거버넌스, 보안 및 행정에 대한 심각한 의문이 제기되었다. 전반적인 범죄 감소에 따라, 회사는 결국 몰뢴베크에 남기로 결정했다.
이는 벨기에의 플랑드르-왈롱 언어 갈등과 맞물린 좌파-우파 정치적 불화의 더 넓은 맥락에서 벌어졌다. 이 사건은 왈롱 사회주의자들이 이웃 지역을 퇴화시키도록 방치하여 (이민자를 초대하고 사회 보장을 제공하여) 사회주의 투표 성향의 빈곤층 유권자를 만들려는 음모를 상징하는 것이 되었다. 왈롱 측은 플랑드르 언론이 대부분 공개적인 민족주의 가족들에 의해 통제되며 우익적이고 외국인 혐오증적인 의제를 추진한다는 것을 보여준다고 생각했다.

## 지역별

### 브뤼셀
도시 감사에 따르면, 2001년 브뤼셀은 유럽 수도 중 네 번째로 많은 범죄 발생 건수를 기록했다 (1위는 스톡홀름, 2위는 암스테르담, 3위는 베를린이며, 헬싱키와 거의 동등한 수준이었다). 같은 자료에 따르면, 브뤼셀은 인구 10만 명당 10건의 살인 또는 폭력 사망률을 보였다.
일반적으로 브뤼셀의 심각한 안전 문제는 주로 저소득층 거주 지역에 국한된다.

### 기타 도시
벨기에의 두 번째로 큰 도시인 안트베르펜은 브뤼셀보다 약 20% 낮은 범죄율을 보였다. 실업률이 높은 산업 도시인 리에주와 샤를루아는 덜 산업화된 도시인 헨트와 브뤼허보다 높은 범죄율을 보였다. 시골 지역은 일반적으로 안전하다.

## 같이 보기
- 조 반 홀스베크
- 카렐 반 노펜 살인 사건